# Ptilodexia incerta
Ptilodexia incerta là một loài ruồi trong họ Tachinidae.